# 森田組
森田組位於大阪市天王寺區上汐4-1-32 本部的設置，日本的黑社會指定暴力團之一・六代目山口組的二次團體。2007年6月、組織解散。
第三代山口組組長・田岡一雄於1981年7月去世，而後的第4代組長選定，造成内部對立。原本山本廣派的組長代行補佐小田秀組組長・小田秀臣在1984年6月參與退出山本廣派組成的一和會。而後與數人升格為第四代山口組直參。同年7月森田昌夫亦昇格為山口組直參。
2007年6月、森田昌夫引退，組織解散。

## 最高幹部
- 組長・森田昌夫（六代目山口組若眾）
- 若頭・山口正明（第二代松島組組長）- 大阪
- 舍弟頭・橋本得也（橋本組組長）- 大阪
- 本部長・西田 慎（西田會會長）- 大阪
- 片岡靜雄（片岡組組長）

## 資料來源
1. ↑  山口組「水面下の激震」に迫る一挙に「直参組長３人」が引退！野上哲男舎弟頭が最高顧問に就任／森田昌夫組長、堀義春組長、島村國光総長が引退 週刊実話2007/6 （页面存档备份，存于）